# Рошни-Чу

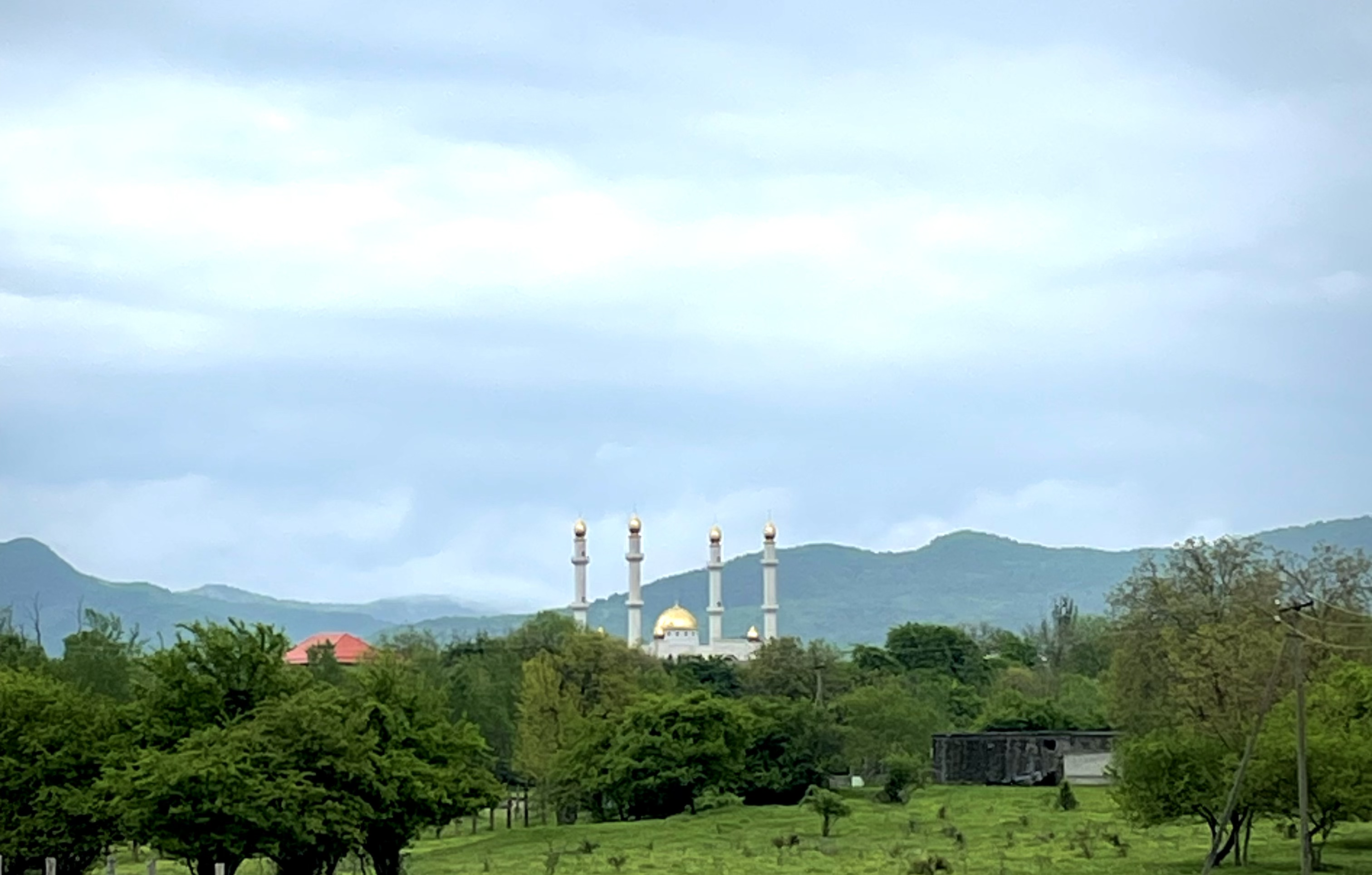
Рошни-Чу. Новая мечеть им. Вахи Агаева

Рошни-Чу (чечен. Роьшни-Чу) — село в Урус-Мартановском районе Чеченской Республики. Административный центр Рошни-Чуйского сельского поселения.

## География

Рошни-Чуйское сельское поселение на карте Урус-Мартановского района

Село расположено по обоим берегам реки Рошня, в 3 км к юго-западу от районного центра — города Урус-Мартан.
Ближайшие населённые пункты: на севере — Гехи, на северо-востоке — Урус-Мартан, на востоке — Танги-Чу, на западе — Гехи-Чу.
К югу селу примыкают горы Нелан-Дукъ, Чолх-Корт.

## История

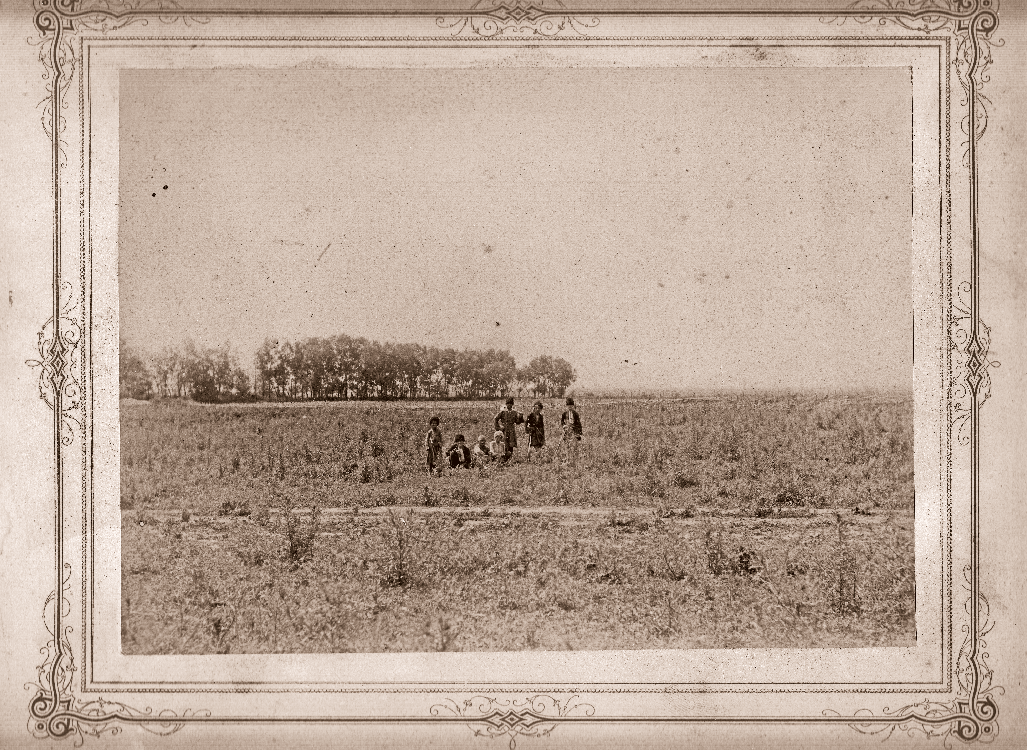
В окрестностях села Рошни-Чу XIX век

Близ села найдены предметы бронзовой эпохи. В 3-4 км к ю-з от села обнаружено Рошни-Чуйское средневековое поселение. Исследователь Р. М. Мунчаев изучал данное поселение в 1958 году и предположил что существовало оно кратковременно. Также при раскопках в селении обнаружена пряжка «типа Исти-су» периода Кобанской культуры, учёные датируют её VI—V веками до нашей эры.
Название села Рошни-Чу произошло от реки Рошня, которая через него протекает.
В 1944 году после депортации чеченцев и упразднения ЧИ АССР, селение Рошни-Чу было переименовано в Лесное.
В 1958 году после восстановления ЧИ АССР, населённому пункту было возвращено его прежнее название — Рошни-Чу. В советское время в селе работали сельскохозяйственные и лесные предприятия.
Во время первой и второй чеченских войн село было значительно разрушено.

## Население
| 1990  | 2002  | 2010  | 2012  | 2013  | 2014  | 2015  |
| ----- | ----- | ----- | ----- | ----- | ----- | ----- |
| 3793  | ↗4244 | ↗5195 | ↗5277 | ↗5378 | ↗5431 | ↗5547 |
| 2016  | 2017  | 2018  | 2019  | 2020  | 2021  | 2023  |
| ↗5601 | ↗5638 | ↗5726 | ↗5802 | ↗5866 | ↘5790 | ↗5894 |
| 2024  |       |       |       |       |       |       |
| ↗6026 |       |       |       |       |       |       |

## Образование
- Рошни-Чуйская муниципальная средняя общеобразовательная школа № 1[25].
- Рошни-Чуйская муниципальная средняя общеобразовательная школа № 2[26].